# Дамир Скомина
Дамир Скомина (Копар, 5. август 1976) јесте бивши словеначки фудбалски судија.

## Биографија
Рођен је 5. августа 1976. у Копру.